# Arthur Wood
Arthur Nicolas Lindsay Wood (Chester-le-Street, Durham, 29 de març de 1875 - Saint Andrews, Fife, 1 de juny de 1939) va ser un regatista anglès que va competir a començaments del segle xix i el segle xx.
El 1908 va prendre part en els Jocs Olímpics de Londres, on va guanyar la medalla d'or en la categoria de 8 metres del programa de vela. Wood navegà a bord del vaixell Cobweb junt a Blair Cochrane, Henry Sutton, John Rhodes i Charles Campbell.